# The Modern Lovers
The Modern Lovers – amerykańska grupa proto punkowa ze stanu Massachusetts, działająca na początku lat siedemdziesiątych. Jej liderem był Jonathan Richman.
W 2003 album The Modern Lovers został sklasyfikowany na 381. miejscu listy 500 albumów wszech czasów magazynu Rolling Stone.

## Klasyczny skład
- Jonathan Richman - śpiew, gitara
- Jerry Harrison - instrumenty klawiszowe, później w Talking Heads
- Ernie Brooks - gitara basowa, później basista Davida Johansena
- David Robinson - instrumenty perkusyjne, później w The Cars